# 샤잉구

샤잉 구의 위치

샤잉구(한국어: 하영구, 중국어: 下營區, 병음: Xiàyíng Qū)는 중화민국 타이난시의 시할구이다. 넓이는 33.5291km2이고, 인구는 2015년 8월 기준으로 24,918명이다.

## 지리
샤잉 구는 타이난시 중부에 위치하고 북쪽은 옌수이 구, 신잉 구, 류잉 구와, 동쪽은 류자 구, 관톈 구와, 서쪽은 쉐자 구와, 남쪽은 마더우 구와 각각 접하고 있다. 향내는 자난 평원의 일부이며 지세는 평탄하다.

## 역사
샤잉 구는 타이완 해협이 보이는 해안선이 펼쳐진 연안 지대였다. 정성공 시대에 우무위(右武衛) 군단찰영이 이곳에 설치되어 해건영(海墘營)의 옛 이름이 생겨났고 또 정영(頂營)과 중영(中營)하에서 주찰 하고 있던 것에서 하영(下營)이라고 부르게 되었다.
청초에는 만 입구가 해영까지 달해, 항미항이 설치되어 번영하고 있었지만, 후에 내륙화가 진행되어 모항 꼬리는 수심이 얕아진 것으로 행정의 중심은 서쪽으로 이동했다. 1920년의 타이완 지방제 개편 때 이곳에 가에이 장(下営庄)이 설치되어 다이난 주 소분 군의 관할이 되었다. 전후에는 타이난 현 샤잉 향으로 개편되어 현재에 이르고 있다.